# Rivière McLaren
Pour les articles homonymes, voir McLaren.
La rivière McLaren est un affluent du lac du Pain de Sucre, coulant au nord du fleuve Saint-Laurent, entièrement dans le territoire de La Tuque, dans la région administrative de la Mauricie, au Québec, au Canada.
Ce cours d’eau coule entièrement dans une petite vallée en zone forestière. Cette zone est sans villégiature.
la région de la rivière, jouit d’un climat de type périph trois caractères continental du Nord au sud, la température moyenne annuelle varie selon des valeurs respectives de 0,84 le climat et l’influencé par des mases d’air provenant des grands Lacs nord américain et qui se déplacent le long de la vallée, en entourant, la rivière McLaren. La surface de la rivière McLaren est généralement gelée du début de décembre jusqu’au début d’avril.

## Géographie
La rivière McLaren prend sa source dans le canton de Douville, à l’embouchure d’un lac non identifié (longueur : 0,4 km ; altitude : 419 m), dans le territoire de la ville de La Tuque. L’embouchure de ce lac est située à 19,3 km au sud-est du centre du village de Clova et à 146 km à l'est du centre du village de Senneterre (ville), à 65,3 km à l'ouest du centre du village de Parent et à 4,5 km au nord de la confluence de la rivière McLaren.
À partir de l’embouchure du lac Fortier, la rivière McLaren coule sur 4,7 km, selon les segments suivants :
- 1,6 km vers le sud-ouest, puis le sud, jusqu’à la rive nord du lac McLaren ;
- 2,2 km vers le sud en traversant le lac McLaren (altitude : 410 m) sur sa pleine longueur, jusqu’à l’embouchure du lac ;
- 0,9 km vers le sud, dans un élargissement de la rivière, jusqu’à la confluence de la rivière[1].

La rivière McLaren se déverse dans le canton de Gosselin sur la rive nord du [ac du Pain de Sucre que traverse la rivière Clova vers l'ouest. Ce lac constitue le plan d’eau de tête de la rivière Gatineau ; cette dernière se déverse à son tour dans la rivière des Outaouais. Cette confluence de la rivière McLaren est située à :
- 1,0 km à l'est de la confluence de la rivière Clova ;
- 23,7 km au sud-est du centre du village de Clova ;
- 67,5 km à l'ouest du centre du village de Parent ;
- 146 km au sud-est du centre-ville de Senneterre.

## Toponymie
Le terme McLaren constitue un patronyme de famille d'origine anglaise.
Au Canada français le toponyme « rivière McLaren » a été officialisé le 5 décembre 1968 à la Commission de toponymie du Québec. Dans la culture des Algonquins et des Attikameks, les rivières McLaren, Tamara, Douville et Gatineau sont une seule entité nommée, « la grande rivière ». Un géographe de la Nouvelle-France, Jean-Baptiste-Louis Franquelin, utilise cette désignation autochtone dans sa cartographie.